# Бессарабы

Бессарабы (укр. Бессараби) — село,
Солонцовский сельский совет,
Миргородский район,
Полтавская область,
Украина.
Код КОАТУУ — 5323287702. Население по переписи 2001 года составляло 108 человек.
Село указано на трехверстовке Полтавской области. Военно-топографическая карта.1869 года как хутор без названия

## Географическое положение
Село Бессарабы вытянуто на 4 км вдоль большого болота урочище Солонцы.
На расстоянии в 1 км расположены сёла Солонцы и Коптев.